# برامبر
برامبر (به انگلیسی: Bramber) یک روستا و محله مدنی در بریتانیا است که در Horsham District واقع شده‌است. برامبر ۷٫۱۹ کیلومتر مربع مساحت و ۷۵۷ نفر جمعیت دارد.